# 1313
- Wikisource

| Calendário gregoriano                                                        | 1313 MCCCXIII                                        |
| Ab urbe condita                                                              | 2066                                                 |
| Calendário arménio                                                           | 762 – 763                                            |
| Calendário bahá'í                                                            | -531 – -530                                          |
| Calendário budista                                                           | 1857                                                 |
| Calendário chinês                                                            | 4009 – 4010 Início a 28 de janeiro (aproximadamente) |
| Calendário copta                                                             | 1029 – 1030                                          |
| Calendário etíope                                                            | 1305 – 1306                                          |
| Calendários hindus - Vikram Samvat - Calendário nacional indiano - Cáli Iuga | 1368 – 1369 1234 – 1235 4413 – 4414                  |
| Calendário Holoceno                                                          | 11313                                                |
| Calendário islâmico                                                          | 713 – 714                                            |
| Calendário judaico                                                           | 5073 – 5074                                          |
| Calendário persa                                                             | 691 – 692                                            |
| Calendário rúnico                                                            | 1563                                                 |
| Calendário solar tailandês                                                   | 1856                                                 |

1313 (MCCCXIII, na numeração romana) foi um ano comum do século XIV do Calendário Juliano e a sua letra dominical foi G (52 semanas), teve início numa segunda-feira e terminou também numa segunda-feira.
| Ano completo                         |
| ------------------------------------ |
| Ano comum com início à segunda-feira |

## Nascimentos
- 16 de junho - Giovanni Boccaccio, escritor e poeta italiano (m. 1375).
- 11 de Agosto - Aradia, Primeira Strega na Tradição Italiana.

## Mortes
- Martim Afonso Chichorro, foi couto e a Torre de Santo Estêvão. n. 1250.